# Adalbert Rihovsky
Adalbert Rihovsky (Olomouc, Moràvia, 21 d'abril de 1871 - Praga, República Txeca, 15 de setembre de 1950) fou un compositor txec.
Estudià en el Conservatori de Praga i fou nomenat organista de la Catedral de Chrudim.
Rihovsky aconseguí merescuda fama com a compositor d'obres religioses, entre les quals destaquen Missa Loretta (Praga, 1900); Rèquiem en re menor; Tedéum; Missa á su hon. Scti, Aloisii; 6 ofertoris, etc.
A més, Rihovsky publicà una sèrie de composicions per a piano, violí, i va escriure diversos articles i estudis per la popularització de la música.